# Veerle Eyckermans
Veerle Eyckermans (Wilrijk, 2 mei 1962) is een Belgische actrice.

## Carrière
Eyckermans genoot bekendheid door haar televisierollen als Jessie Kumps in de BRTN-jeugdreeks Postbus X, als Moe Duivel (moeder van de duivel) in de BRTN-reeks Kulderzipken en als Marie-Louise De Lafayette in de jeugdreeks Amika op Ketnet. Ze speelde voorts talrijke andere rollen.
Sinds september 2009 doceert ze Toneel en Repertoirestudie aan de leerlingen van Gemeentelijke Academie voor Muziek en Woord te Hemiksem. Tot 2013 was ze ook docent aan het Stedelijk Conservatorium Mechelen, alwaar ze onder meer Algemene Verbale Vorming (AVV), toneel en voordracht gaf.

## Televisie
- Merlina - als winkeljuffrouw (1988)
- Postbus X - als Jessie Kumps (1989-1994)
- De bossen van Vlaanderen - als Agnes Mertens (1991)
- RIP - als Rozeke Brants (1993-1994)
- Familie - als Christine (1993)
- F.C. De Kampioenen - als Lea De Wilde (1994)
- Niet voor publicatie - als mevrouw Pellegroms (1995)
- Kulderzipken - als Moe Duivel (1995-1996)
- Diamant - Marleen (1997)
- Hof van assisen - als meester De Smet (1998)
- Samson en Gert - als moeder (1999)
- De Makelaar - als Ellen De Ridder (1999-2001)
- Recht op Recht - als Evelyne Moorthamer (2000)
- Dennis - als dokter Van Riet (2003)
- Witse - als mevrouw Vanderbeke (2004)
- Rupel - als Femke Dewael (2004)
- Flikken - als Anette Dierckx (2004)
- Thuis - als agente Magda Clerckx (2004-2005)
- De Wet volgens Milo - als rechter Peeters, rechter Verbrugghe en rechter Kamp (2005)
- Zone Stad - als wetsdokter (2007)
- F.C. De Kampioenen - als schepen Degraeve (2006, 2008)
- Sara - als Lut Lauwreyns (2007-2009)
- Amika - als Marie-Louise De Lafayette (2008-2011)
- Aspe - als Suzanne Cuyvers (2009)
- David
- De Rodenburgs - als secretaresse Agnes (2009-2011)
- Code 37 - als Emma (2011)
- Danni Lowinski - als directrice rusthuis (2013)
- Albert II - als koningin Paola (2013)
- Vriendinnen - als Nel Vercammen (2014-2015)
- Vermist - Els (2015)
- Familie - als Francesca Hermans (2015, 2019, 2021-2022)
- Ghost Rockers - als Roos Hoffman (2017)
- De Zonen Van Van As - als Constance (2020)
- Thuis - als Greet Van de Vyver (2024)

## Privéleven
Op 14 februari 2015 werd Eyckermans aangevallen door seriemoordenaar Renaud Hardy. Ze overleefde de aanval, maar hield er blijvende letsels aan over.